# Емилијан (цар)
Марко Емилије Емилијан (лат. Marcus Aemilius Aemilianus Augustus; рођен око 207. или 214. - умро 253. године) био је римски цар мање од три месеца током 253. године.

## Биографија
Емилијан је рођен у сиромашној породици у Ђерби (источна обала Туниса) Африка. Оженио се Корнелијом Супром, али то је готово једини детаљ из његовог раног живота који је познат. Као прво зна се са сигурношћу да је био конзул, пре него што је 252. постао управник Горње Мезије, Требонијан Гал био је проглашен за цара после смрти Деција Трајана. Емилијан је био послат да га замени у функцији управника Горње и Доње Мезије и Паноније. Његов први задатак је био да се осигура лимес на Дунаву, који су угрожавали Готи, под заповедништвом њиховог краља Книве.
Требонијан Гал је осигурао престо. Ипак, није био популаран у војсци, нарочито због мира који је склопио са Готима, као и због напада персијског шаха Шапура I против Сирије. Емилијан није прихватио да исплати Готима данак 253. године. Онда су Готи напали преко Дунава, али их је Емилијан победио тог лета. Војска је на то прогласила Емилијана Јула или Августа 253. за цара. Да би се утврдио на власти, Емилијан је кренуо на Рим. Требонијан Гал и његов син Волусијан су сакупили војску, али их је незадовољна војска убила и изјаснила се за Емилијана. 
Римски сенат је потврдио Емилијаново именовање и признало му титулу Августа. Али, Валеријан, намесник провинција на Рајни, кренуо је са војском према југу, како би осветио Требонијана Гала и Волусијана. Када су се две војске приближиле јенда другој, Емилијана су убили његови војници и прешли на противничку страну, уплашени снагом Валеријанових војника. Еутропије је написао: Емилије потиче из једне безначајне фамилије, његова владавина је била још безначајнија, и у трећем месецу његове владавине био је убијен.